# 顯現期
顯現期（英語：或Epiphanytide），是基督教教會的重要節期。顯現期在教會年曆中緊接聖誕期，由每年的顯現日（1月6日）開始，按不同基督宗派有其結束的日子。顯現日的禮儀顏色為白色，其後顯現期使用綠色。

## 簡介
顯現期主要講述東方博士前來朝拜耶穌基督、看見基督顯現、耶穌成長、奉獻於聖殿、受洗、並聖父和聖靈公開宣認耶穌基督的神性身份。另外，亦強調耶穌的傳道事工、呼召與差遣門徒等是要顯出上帝的榮耀，最後則是登山變像的故事。因此，教會活動也強調宣講福音、見證基督。
根據聖公宗和信義宗的傳統，顯現期在教會年曆由每年的顯現日（1月6日）開始直至大齋首日（Ash Wednesday）前一日，其長短不一，最長可以有九個主日，最短則只有四個主日，其時間的長短完全按復活節的日子來確定。
英格蘭聖公會則於2000年開始引入《公共崇拜》（Common Worship）作為《公禱書》的替代禮文，當中可選用的顯現期則由顯現日前夕晚禱崇拜開始（可於1月6日或於1月2-8日期間的主日慶祝），直至 奉獻基督於聖殿日（2月2日或於1月28日-2月3日期間的主日慶祝）結束，期間設四個主日，使用的禮儀顏色為白色。之後從奉獻基督於聖殿日後一天開始，直至大齋期前的日子則為常年期，主日的名稱為「大齋前第○主日」，禮儀顏色使用綠色。
天主教會在1970年起使用迄今的拉丁禮禮儀形式，視顯現日後的日子為聖誕期的延伸，至顯現日後的主日（主受洗節）為止。在天主教的禮儀年中，聖誕期後緊接的便是常年期前段，不設顯現期。

## 主日/聖日
- 顯現日(1月6日)
- 奉獻基督於聖殿日(2月2日)

顯現期一共有四至九個主日不等：
- 顯現期第一主日/顯現後第一主日（基督領洗日）
- 顯現期第二主日/顯現後第二主日
- 顯現期第三主日/顯現後第三主日
- 顯現期第四主日/顯現後第四主日
- 顯現期第五主日/顯現後第五主日
- 顯現期第六主日/顯現後第六主日
- 顯現期第七主日/顯現後第七主日
- 顯現期第八主日/顯現後第八主日
- 顯現期末主日（登山變象日）